# Panopa carvalhoi
Panopa carvalhoi là một loài thằn lằn trong họ Scincidae. Loài này được Reboucas-Spieker & Vanzolini mô tả khoa học đầu tiên năm 1990.